# José Carlos Somoza
Pour les articles homonymes, voir Somoza.
Œuvres principales
- La Théorie des cordes
- La Caverne des idées
- Clara et la Pénombre
- La Dame n° 13

José Carlos Somoza, né le 13 novembre 1959 à La Havane à Cuba, est un écrivain espagnol d'origine cubaine.

## Biographie
Né à Cuba en 1959, José Carlos Somoza n'y passe que quelques mois, car sa famille est contrainte à l'exil pour des raisons politiques en 1960.  Fort bien accueillis par des amis en Espagne, alors que leur situation est des plus précaires (les exilés devaient quitter l'île sans biens ni argent), les Somoza parviennent à s'intégrer à la vie européenne.
Pendant ses études de médecine et de psychiatrie, José Carlos Somoza partage son temps entre Cordoue et Madrid. Diplômé de psychiatrie et de psychanalyse en 1994, il exerce un temps, avant de se consacrer entièrement à sa carrière littéraire.
Il vit aujourd'hui à Madrid.

## Œuvres

### Romans
- (es) Planos, 1994
- (es) Silencio de Blanca, 1996
- (es) Cartas de un asesino insignificante, 1999
- (es) La ventana pintada, 1999
- Daphné disparue, Actes Sud, coll. « Lettres hispaniques », 2008 ((es) Dafne desvanecida, 2000), 217 p.  (ISBN 978-2-7427-7733-4)Réédition Actes Sud, coll. « Babel » no 1471, 2017, 224 p. (ISBN 978-2-330-07883-6)
- La Caverne des idées, Actes Sud, coll. « Lettres hispaniques », 2002 ((es) La caverna de las ideas, 2000), 347 p.  (ISBN 978-2-7427-3809-0)Réédition Actes Sud, coll. « Babel » no 604, 2003, 345 p. (ISBN 978-2-7427-4463-3) ; réédition Actes Sud, coll. « Actes noirs », 2013, 301 p. (ISBN 978-2-3300-2578-6)
- Clara et la Pénombre, Actes Sud, coll. « Lettres hispaniques », 2003 ((es) Clara y la penumbra, 2001), 549 p.  (ISBN 978-2-7427-4452-7)Réédition Actes Sud, coll. « Babel » no 669, 2005, 648 p. (ISBN 978-2-7427-5297-3) ; réédition Actes Sud, coll. « Babel noir » no 217, 2019, 656 p. (ISBN 978-2-330-11875-4)
- La Dame n° 13, Actes Sud, coll. « Lettres hispaniques », 2005 ((es) La dama número trece, 2003), 423 p.  (ISBN 978-2-7427-5630-8)Réédition Actes Sud, coll. « Babel » no 793, 2007, 559 p. (ISBN 978-2-7427-6657-4)
- (es) La caja de marfil, 2004
- (es) El detalle (tres novelas breves), Mondadori, 2005
- La Théorie des cordes, Actes Sud, coll. « Lettres hispaniques », 2007 ((es) Zig Zag, Plaza y Janés, 2006), 514 p.  (ISBN 978-2-7427-6669-7)Réédition Actes Sud, coll. « Babel » no 911, 2008, 600 p. (ISBN 978-2-7427-7850-8)
- La Clé de l'abîme, Actes Sud, coll. « Lettres hispaniques », 2009 ((es) La llave del abismo, Plaza y Janés, 2007), 380 p.  (ISBN 978-2-7427-8492-9)Réédition Actes Sud, coll. « Babel » no 1080, 2011, 560 p. (ISBN 978-2-330-00019-6)
- L'Appât, Actes Sud, coll. « Lettres hispaniques », 2011 ((es) El cebo, Plaza y Janés, 2010), 409 p.  (ISBN 978-2-7427-9939-8)Réédition Actes Sud, coll. « Babel noir » no 120, 2014, 416 p. (ISBN 978-2-330-01877-1)
- Tétraméron : Les Contes de Soledad, Actes Sud, coll. « Lettres hispaniques », 2015 ((es) Tetrammeron : Los cuentos de Soledad, Seix Barral, 2012), 247 p.  (ISBN 978-2-330-03903-5)Réédition Actes Sud, coll. « Babel » no 1728, 2021, 256 p. (ISBN 978-2-330-14335-0)
- (es) La cuarta señal, 2014
- Le Mystère Croatoan, Actes Sud, coll. « Lettres hispaniques », 2018 ((es) Croatoan, 2015), 416 p.  (ISBN 978-2-330-09056-2)Réédition Actes Sud, coll. « Babel » no 1812, 2022, 416 p. (ISBN 978-2-330-16346-4)
- L'Origine du mal, Actes Sud, coll. « Lettres hispaniques », 2021 ((es) El origen del mal, 2018), 311 p.  (ISBN 978-2-330-15610-7)Réédition, Actes Sud, coll. « Babel » no 1935, 2024, 416 p. (ISBN 978-2-330-18968-6)
- Étude en noir, Actes Sud, coll. « Actes noirs », 2023 ((es) Estudio en negro, 2019), 400 p.  (ISBN 978-2-330-17962-5)Réédition, Actes Sud, coll. « Babel noir » no 315, 2025, 512 p. (ISBN 978-2-330-19998-2)
- (es) El signo de los diez, 2022

### Théâtre
- (es) Miguel Will, 1997

## Prix et distinctions
- 1996 : prix La Sonrisa Vertical pour Silencio de Blanca
- 1998 : prix Café Gijón pour La Ventana pintada
- 2001 : prix Fernando Lara pour Clara et la Pénombre
- 2002 : Gold Dagger Award 2002 pour La Caverne des idées
- 2007 : prix Ciudad de Torrevieja pour La Clé de l'abîme